# Hall of Fame Tennis Championships 2009
L'Hall of Fame Tennis Championships 2009 
(conosciuto anche come Campbell's Hall of Fame Tennis Championships per motivi di sponsorizzazione) 
è stato un torneo di tennis giocato sull'erba. 
È stata la 34ª edizione del Hall of Fame Tennis Championships, 
che fa parte della categoria ATP World Tour 250 series nell'ambito dell'ATP World Tour 2009.
Si è giocato all'International Tennis Hall of Fame di Newport negli Stati Uniti,
dal 6 al 14 luglio 2009.

## Campioni

### Singolare
Rajeev Ram ha battuto in finale  Sam Querrey con il punteggio di 6(3)–7, 7–5, 6–3

### Doppio
Jordan Kerr /  Rajeev Ram hanno battuto in finale  Michael Kohlmann /  Rogier Wassen con il punteggio di 6(6)–7, 7–6(7), 10–6